# Stanley Donwood
Dan Rickwood, surnommé Stanley Donwood est un artiste anglais principalement connu pour son travail de graphiste pour le groupe Radiohead.
Également connu sous le pseudonyme de Stanley Donwood and the White Chocolate Farm.
Il a collaboré avec un certain Dr Tchock, ce mystérieux Dr s'avérant être Thom Yorke le chanteur de Radiohead. Les deux hommes se connaissent depuis longtemps, ils étudiaient ensemble aux Beaux Arts d'Exeter.

## Publications
- Small Thoughts (1998)
- Slowly Downward (2001)
- Catacombs of Terror! (2002)
- Tachistoscope (2003)
- My Giro (2005)
- Bad Island, roman en images muettes (2020)[1].

## Design d'albums
- The Bends de Radiohead (1995)
- OK Computer de Radiohead (1997)
- Kid A de Radiohead (2000)
- Amnesiac de Radiohead (2001)
- I Might Be Wrong de Radiohead (2001)
- Bodysong de Jonny Greenwood (2003)
- Hail to the Thief de Radiohead (2003)
- The Eraser de Thom Yorke (2006)
- In Rainbows de Radiohead (2007)
- Jonny Greenwood Is the Controller de Jonny Greenwood (2007)
- The King of Limbs de Radiohead (2011)
- Tommorow's Modern Boxes de Thom Yorke (2014)
- A Moon Shaped Pool de Radiohead (2016)